# Abiego
Abiego es un municipio español de la comarca Somontano de Barbastro, provincia de Huesca, Aragón. Está situado parte en llano y parte en la pendiente de una colina, a la izquierda del río Alcanadre, dista de Huesca 35 km.
Parte de su término municipal está ocupado por el parque natural de la Sierra y los Cañones de Guara.

## Historia
- Su nombre, Al-Byego deriva del castillo musulmán que dominaba la comarca de la Barbitania
- Del rey con tenentes desde 1101 hasta abril de 1181 (UBIETO ARTETA, Los Tenentes, p. 123)
- El 28 de junio de 1322 el rey Jaime II de Aragón entregó el castillo y villa de Abiego a Sibila de Antillón para que lo tuviese toda su vida y después de su muerte, hasta que se le saldase la deuda de 7000 maravedís (SINUÉS, nº. 1)
- 1960 - 1970 se le incorpora Alberuela de la Liena
- En 1977:
  - se inaugura la pavimentación de todas las calles
  - colocación de aceras en las carreteras
  - construcción en la plaza del Val de un complejo recreativo con pista de baile y local-bar
- En 1979 se hicieron mejoras municipales y adaptación de las vías para el tráfico
- En 1981 se inauguró la nueva casa consistorial

## Demografía
Abiego cuenta con una población de 264 habitantes (INE 2024).
| Gráfica de evolución demográfica de Abiego entre 1842 y 2021 |
| |
| Población de derecho según los censos de población del INE Población de hecho según los censos de población del INEEntre el censo de 1970 y el anterior, crece el término del municipio porque incorpora a Alberuela de la Liena |

## Economía

### Evolución de la deuda viva municipal
| Gráfica de evolución de Deuda viva del Ayuntamiento de Abiego entre 2008 y 2019                                |
| |
| Deuda viva del Ayuntamiento de Abiego en miles de Euros según datos del Ministerio de Hacienda y Ad. Públicas. |

## Administración y política
| Período   | Alcalde                        | Partido |  |
| --------- | ------------------------------ | ------- |  |
| 1979-1983 | José Porta Conte               | UCD     |  |
| 1983-1987 | José Porta Conte               | PP      |  |
| 1987-1991 | José Porta Conte               | PP      |  |
| 1991-1995 | Felipe Monclús Puente          | PP      |  |
| 1995-1999 | Felipe Monclús Puente          | PP      |  |
| 1999-2003 | Felipe Monclús Puente          | PP      |  |
| 2003-2007 | Felipe Monclús Puente          | PP      |  |
| 2007-2011 | Felipe Monclús Puente          | PP      |  |
| 2011-2015 | Felipe Monclús Puente          | PP      |  |
| 2015-2023 | María Purificación Conte Albás | PSOE    |  |

2024. Javier Jordán Mairal
| Partido político    | Partido político                                   | 2003   | 2007   | 2011   | 2015   |
| Partido político    | Partido político                                   | Ediles | Ediles | Ediles | Ediles |
|                     | Partido Popular de Aragón (PP)                     | 5      | 5      | 5      | 2      |
|                     | Partido de los Socialistas de Aragón (PSOE-Aragón) | 2      | 2      | 2      | 5      |
| Total de concejales | Total de concejales                                | 7      | 7      | 7      | 7      |

## Monumentos

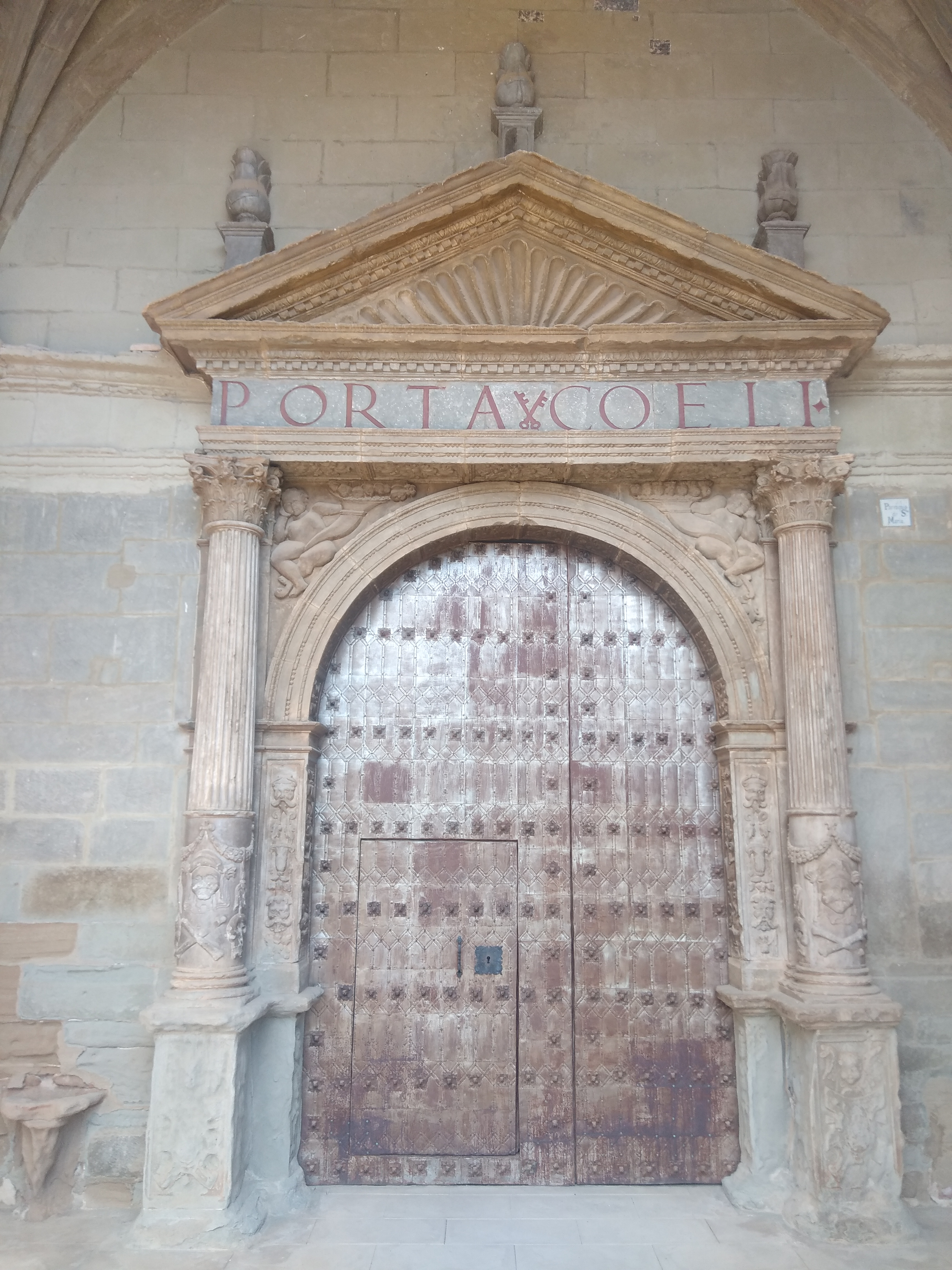
Portada plateresca de la colegiata de Santa María, del

- Parroquia Colegiata dedicada a Santa María la Mayor (siglo XVI. Gótico rural tardío aragonés)
  - nave única, con planta de cruz latina, con un bonito retablo del siglo XVI representando a San Miguel
  - La portada y el atrio son de estilo plateresco
- Ermita de Santo Domingo de Silos
- Ermita de San Sebastián
- Convento de San Joaquín (siglo XVIII)
  - único de estilo colonial en Aragón

## Cultura
- Monumento al siglo XX, de Ulrich Rückriem
  - serie de piedras de granito montadas sin un orden determinado pero en equilibrio con el entorno
- Fuente pública con el abrevadero y lavadero, construido en el siglo XVIII con tres caños, cada uno en la boca de tres leones esculpidos.
- La Torreta
  - torre de vigilancia árabe
- Puente medieval (antiguamente llamado puente romano) sobre el río Alcanadre con un solo arco de medio punto. Puente de la Famiñosa sobre el río Alcanadre unía Abiego con Junzano.

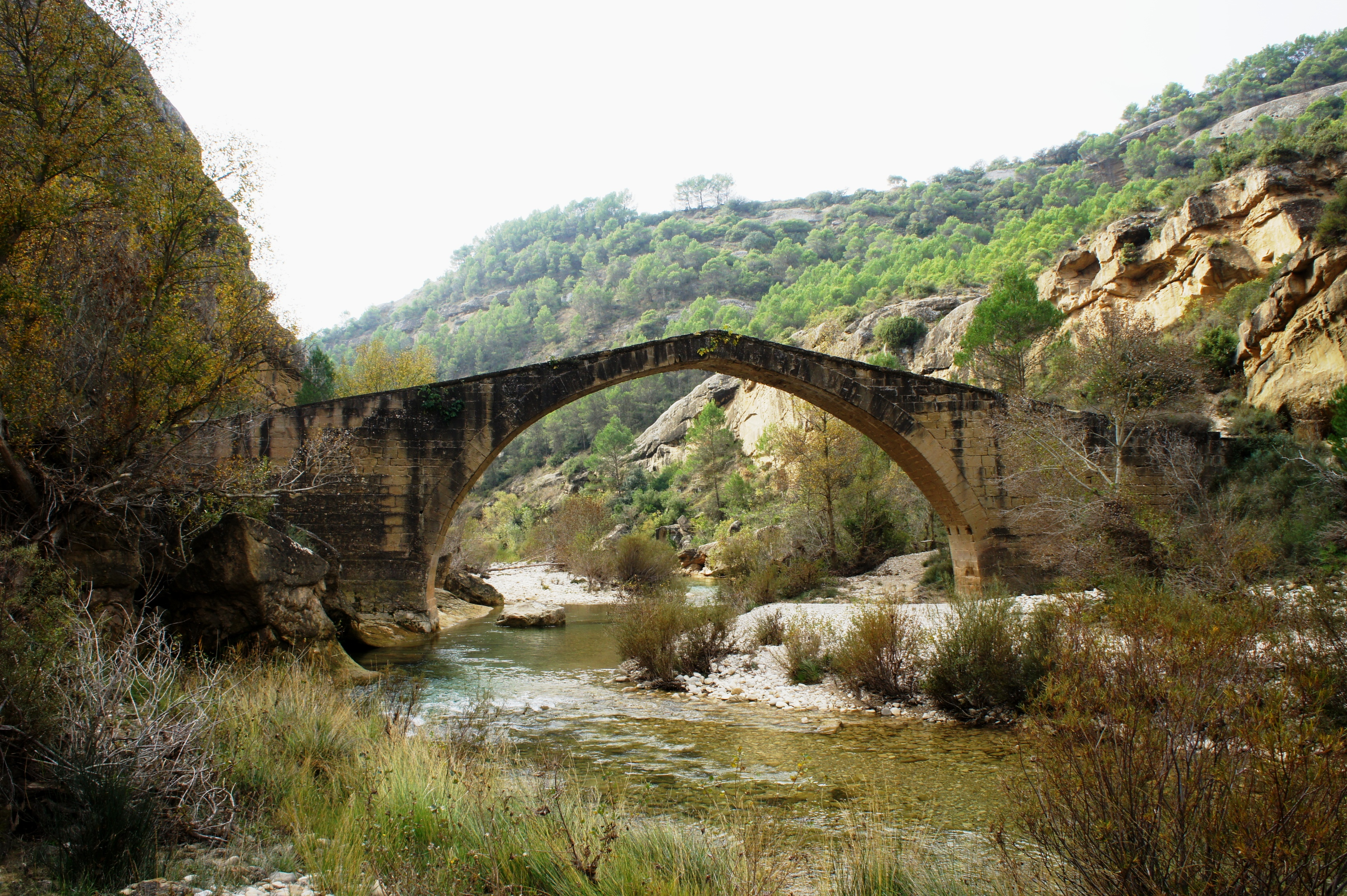
Puente de la Famiñosa sobre el río Alcanadre unía Abiego con Junzano.

- Piscina natural que se forma alrededor del resto del muro perteneciente a la presa que movía el antiguo molino de agua
- Puente de las Aguas
- Casa Blecua, Aniés, Paul, Guarga, Isarre o Del Río
  - arquitectura popular de esta población, con los escudos de las familias infanzonas de la villa (Aniés, Blecua, Cabrero, Juste, Paúl, etc.)

### Deporte
- El río Alcanadre en este tramo de Abiego posee un coto de pesca con abundante trucha común
- Población por la que circula el Gran Recorrido; GR 45 Senderos del Somontano

### Fiestas
- Día 20 al 22 de enero, en honor de san Sebastián y San Fabián
- Día 16 al 20 de agosto en honor de san Joaquín (patronales)
- Día 12 de mayo romería al Pueyo con la bandera